# Siikapauha (klippa)
Siikapauha är en ö i Finland. Den ligger i Bottenviken och i kommunen Kalajoki i landskapet Norra Österbotten, i den nordvästra delen av landet. Ön ligger omkring 140 kilometer sydväst om Uleåborg och omkring 440 kilometer norr om Helsingfors.
Öns area är 0,6 hektar och dess största längd är 170 meter i sydöst-nordvästlig riktning. I omgivningarna runt Siikapauha växer i huvudsak blandskog. Närmaste större samhälle är Himango, 1,9 km öster om Siikapauha.